# Reazione di Diels-Alder
La reazione di Diels-Alder è una reazione chimica di cicloaddizione tra un diene coniugato e un alchene recante gruppi elettron-attrattori che nella reazione è chiamato dienofilo. La reazione porta alla chiusura di un anello esatomico: se diene e dienofilo sono aciclici, i prodotti di reazione sono cicloeseni sostituiti.
Il nome della reazione viene dai chimici tedeschi Otto Diels e Kurt Alder vincitori del premio Nobel nel 1950.

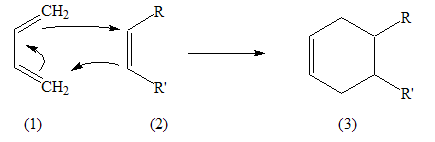
Una generica reazione di Diels-Alder: (1) è un diene, (2) è un "dienofilo", ovvero un alchene con gruppi R e R' elettron-attrattori, (3) è l'alchene ciclico prodotto dalla reazione.

Il dienofilo può contenere anche doppi legami tra carbonio e un altro atomo (ad esempio ossigeno), in questo caso si formano anelli eterociclici.
In alcuni casi la reazione è reversibile e la decomposizione del ciclo a dare diene e dienofilo viene definita Retro Diels-Alder.
Il solvente non è strettamente necessario ai fini della reazione, spesso i due reagenti vengono semplicemente miscelati e riscaldati, questo è dovuto all'assenza di intermedi ionici nel meccanismo. Gli idrocarburi sono spesso i migliori poiché dissolvono eventuali reagenti solidi. Si è notato sperimentalmente che l'acqua aumenta la velocità di reazione, l'ipotesi è che i reagenti, non solubili in acqua, sono raggruppati insieme e costretti in stretta vicinanza, l'acqua in questo caso si comporta da "anti-solvente".

## Meccanismo
La reazione ha un meccanismo concertato, quindi avviene in un unico stadio, stereospecifica e stereoselettiva, porta alla formazione di due legami σ e uno π dagli elettroni π dei reagenti: quattro del diene e due del dienofilo. Questo è il motivo per cui la reazione è detta una cicloaddizione [4+2]. In pratica i tre legami π presenti nei reagenti si sono convertiti in un legame π e due legami σ.
Il meccanismo prevede la formazione dei nuovi legami per sovrapposizione degli orbitali π dei reagenti e porta a uno stato di transizione aromatico, quindi molto stabile. Il diene e il dienofilo, in altre parole si posizionano sullo stesso piano in una interazione che viene chiamata supra-supra, oppure "sovrapposizione suprafacciale" in questo modo, infatti ci può essere sovrapposizione dei lobi di ugual segno degli orbitali e quindi legame. Altre reazioni di cicloaddizione come le [2+2] e le [4+4] hanno stati di transizione non aromatici e avvengono in condizioni differenti e con meccanismi di reazione differenti, ad esempio fotochimicamente.

## Dieni e dienofili
La reazione è favorita da dieni legati a gruppi elettron-donatori e dienofili legati a gruppi elettron-attrattori: in tale caso la reazione si dice normal electron demand. Sono anche possibili reazioni di Diels-Alder in cui il diene porta un gruppo elettron-attrattore e il dienofilo un gruppo elettron-donatore, in questo caso si parla di Diels-Alder inverse electron demand.
Uno dei dieni più usati per far avvenire la reazione è il diene di Danishefsky poiché risulta essere un reagente fortemente elettron ricco, versatile e molto reattivo. 

## Stereochimica

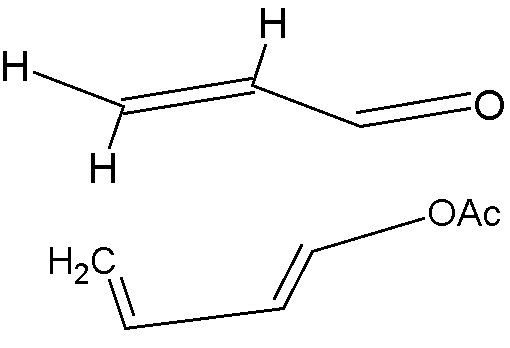
Approccio endo del diene sul dienofilo, il carbonile è orientato dalla parte del diene. Gli atomi con i coefficienti maggiori sono il C4 dell'acetato di butadienile e il C3 dell'acroleina.

Sono possibili diverse orientazioni del diene e del dienofilo di cui una risulta favorita e a seconda di quali risulti quella a minore energia si avrà come prodotto principale un diverso stereoisomero. La reazione è detta infatti stereoselettiva.
Per quanto riguarda il dienofilo si possono avere due tipi di approcci: endo o eso a seconda che i sostituenti del dienofilo siano orientati dalla parte del diene o dalla parte opposta, di solito è favorito l'endo (endo rule) a meno che fattori strutturali della molecola non lo rendano sfavorevole come in alcune Diels-Alder intramolecolari.
Nel caso in figura, il butadiene sostituito ha il doppio legame trans (E). A seconda che il sostituente o i sostituenti del dienofilo, siano orientati endo o eso, i prodotti risultanti porteranno rispettivamente i due sostituenti in syn o in anti. Nel caso il doppio legame fosse stato cis (Z) i prodotti avrebbero avuto stereochimica opposta.
Sono inoltre possibili due tipi di approcci endo e due eso, tra questi risulterà favorito quello che porta alla formazione del legame tra i due carboni aventi i coefficienti degli orbitali di frontiera più alti. Nel caso in figura l'approccio favorito è il primo sulla sinistra.

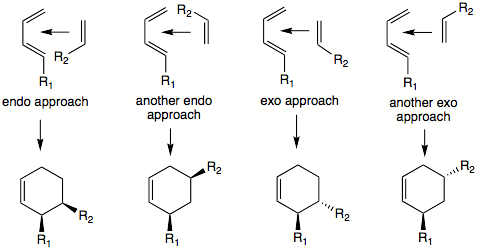
Prodotti derivanti da approcci endo ed eso nella reazione di Diels Alder